# Iglesia de San Nicolás de Bari (Villaconejos)
La iglesia de San Nicolás de Bari es un templo católico de la localidad española de Villaconejos, en la Comunidad de Madrid. Fue construido en dos etapas. La primera corresponde a la capilla mayor y crucero, es de estilo renacentista y data del siglo XVI. La segunda la compone el resto de la iglesia que fue construida en el primer tercio del siglo XVII, adoptando el estilo barroco, en la que participó en 1628 en el cuerpo y torres fray Alberto de la Madre de Dios.

## Descripción

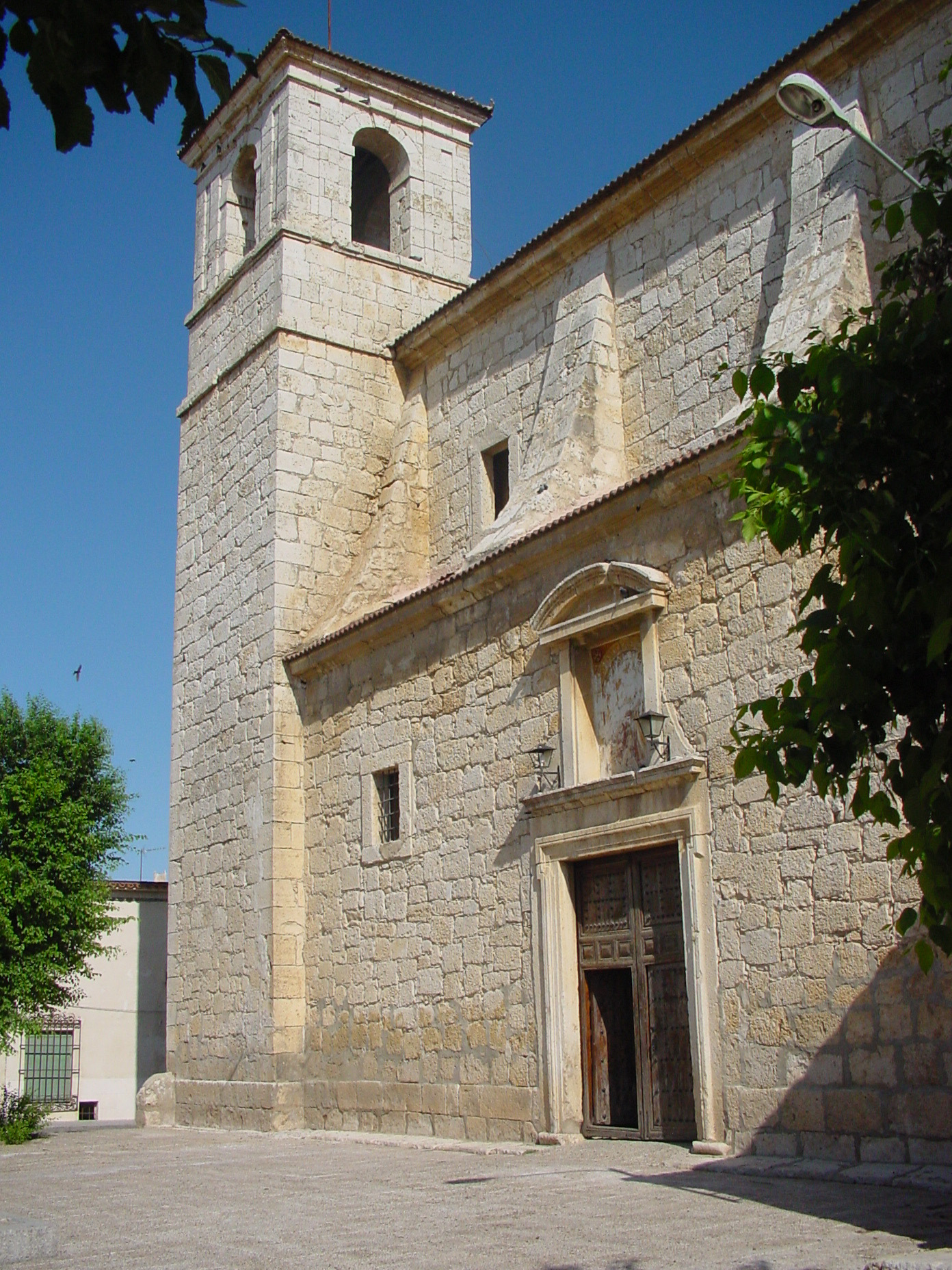
Puerta de acceso (sur)

El templo tiene una sencilla planta rectangular, de una sola nave con cabecera poligonal con contrafuertes. Está construida con sillares irregulares. En el interior destacan cinco capillas que se abren a la nave. Esta última se cubre con bóveda de cañón; el crucero lo hace con bóveda de arista, y la capilla mayor con casquete semiesférico. El coro está situado a los pies en alto, se sostiene con arco de medio punto rebajado con enjutas y se remata con una barandilla de hierro. El sotocoro aparece cegado por un tabique. En el lado derecho del presbiterio se dispone la antigua sacristía.
En el exterior destacan las dos esbeltas torres dispuestas a los pies. Mantienen el mismo tipo de fábrica que el resto del edificio. Presentan un cuerpo y el de campanas en el que se abren arcos de medio punto en cada uno de sus frentes. Se rematan con tejados a cuatro aguas.
Los accesos de la iglesia se localizan en los laterales de la nave. Tiene dos que se resuelven con portadas de piedra con acceso adintelado molduvado, rematado con cornisas sobre las que se disponen hornacinas entre pilares rematados por frontón circular. La del lado derecho se decora con una pintura que representa a San Nicolás de Bari; la del lado izquierdo se encuentra cegada.

## Culto

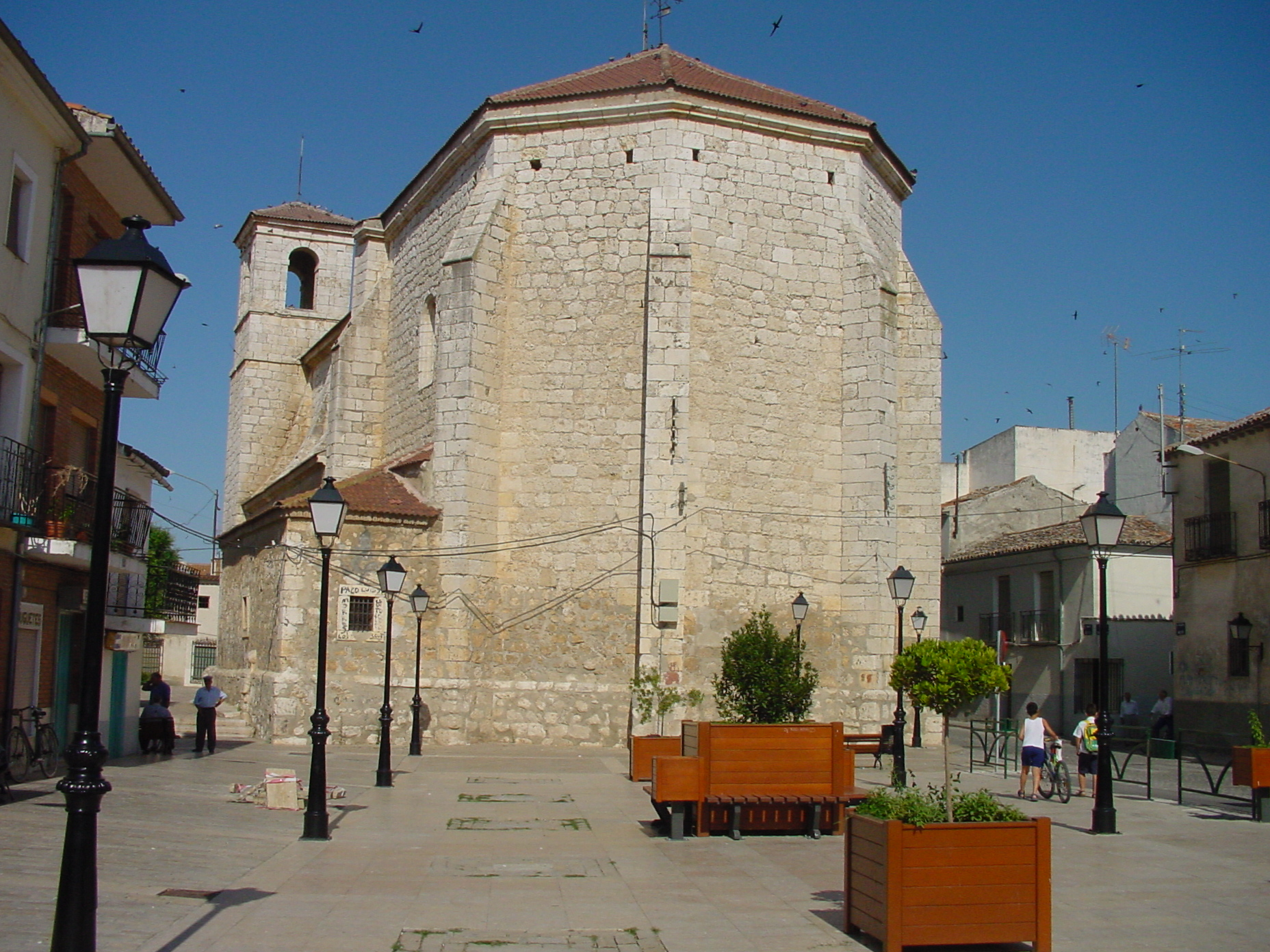
Vista desde la plaza (este)

La iglesia de San Nicolás de Bari es un templo religioso de culto católico y sede parroquial bajo la advocación de San Nicolás de Bari.